# Anisodes venusta
Anisodes venusta là một loài bướm đêm trong họ Geometridae.